# 康特勒
康特勒（法語：Canteleu，法語發音：[kɑ̃tlø]）是法国滨海塞纳省的一个市镇，属于鲁昂区。

## 地理
康特勒（49°27'4"N, 1°2'10"E）面积17.61 平方千米，位于法国诺曼底大区滨海塞纳省，该省份为法国北部沿海省份，其西部及北部濒大西洋英吉利海峡，东起顺时针与索姆省、瓦兹省、厄尔省和卡爾瓦多斯省接壤。
与康特勒接壤的市镇（或旧市镇、城区）包括：马罗姆、代维尔莱鲁昂、大克维伊、蒙蒂尼、小库罗讷、鲁昂、瓦勒德拉艾、拉沃帕利耶尔。

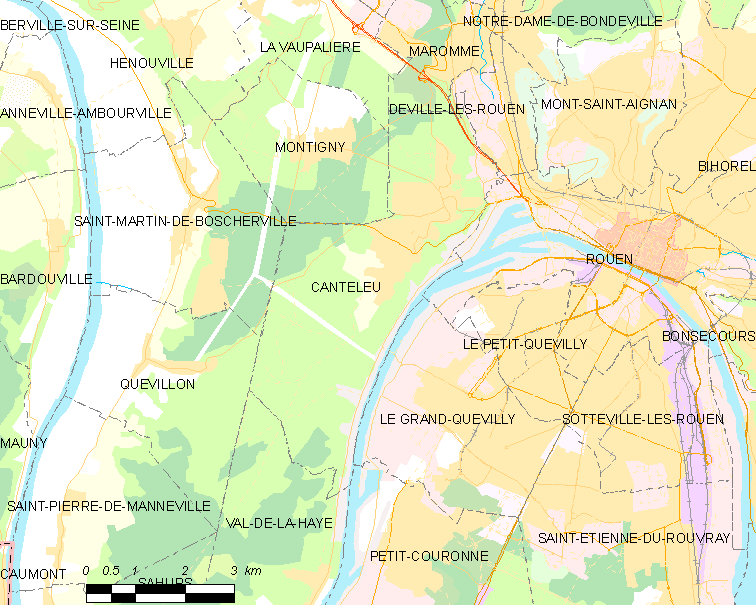
康特勒的OSM定位图

康特勒的时区为UTC+01:00、UTC+02:00（夏令时）。

## 行政
康特勒的邮政编码为76380，INSEE市镇编码为76157。

## 政治
康特勒所属的省级选区为康特勒县。

## 人口

1962-2008年间康特勒人口变化图示

康特勒于2022年1月1日时的人口数量为14420人。